# Атаки на мечеті в Сані (2015)
Атаки на мечеті в Сані 20 березня 2015 року в Сані, Ємен, було скоєно чотири теракти смертників.

## Атаки
Мечеті аль-Бадр та аль-Хашуш піддалися атаці під час полуденних молитов. У результаті вибухів загинуло 142 людини, поранено понад 351, що зробило це найбільш смертельним терактом в історії Ємену. Один смертник підірвався біля воріт мечеті Аль-Бадр, коли його спіймали охоронці, а другий підірвав вибухівку серед втікаючих людей всередині мечеті. Ще одна пара терористів підірвалася в мечеті Аль-Хашуш.
Мечеті, націлені на атаки, пов'язані з хуситами, групою секти Зейдитів шиїтів. Хусити скинули уряд Ємену на початку 2015 року після того, як вони взяли під контроль Сану попереднього року.

## Відповідальність
Відповідальність за напад взяли на себе Ісламська держава (ІДІЛ) — Вілаят Ємен. У записі, опублікованому групою, вони заявили: «Солдати ІД не будуть відпочивати, поки вони не зупинять операцію Сафаві [Іран] в Ємені».
За словами Брюса Ріделя з Інституту Брукінгса, вибухи, швидше за все, були здійснені Аль-Каїдою на Аравійському півострові (AQAP). AQAP спростував це, посилаючись на вказівки Аймана аль-Завагірі не нападати на мечеті чи ринки.

## Реакція
Державний департамент США закликав припинити будь-які військові дії, після чого слід прийняти дипломатичне рішення. Пан Гімун, генеральний секретар ООН, вимагав від усіх сторін «негайно припинити всі ворожі дії та проявити максимальну стриманість».
23 березня в Сану приземлився іранський аеробус 310 Mahan Air, завантажений 13-тонним пакетом гуманітарних засобів, а також працівниками іранського Червоного півмісяця. Після вильоту з Ємену 52 поранених людей від вибухів були перевезені до Тегерану для лікування. Заступник посла Ірану Расай Ебаді заявив, що незабаром буде надано більше допомоги.